# Midtsandan Station
Midtsandan Station (Midtsandan stasjon) er en tidligere jernbanestation på Nordlandsbanen, der ligger ved bygden Midtsandan i Malvik kommune i Norge.
Stationen blev oprettet som holdeplads 1. juni 1898 på det, der dengang var en del af Meråkerbanen. Oprindeligt hed den Midtsand, men den skiftede navn til Midtsandan i april 1921. Indtil 1903 stoppede togene der kun om sommeren, og indtil 1920 var den kun bemandet i sommermånederne. Den blev opgraderet til station 1. maj 1942, hvor den overtog opgaven med ekspedition af tog fra Malvik. Den blev fjernstyret 11. januar 1976 og gjort ubemandet 1. oktober 1977. Betjeningen med persontog ophørte 2. juni 1985, og i dag fungerer den tidligere station som krydsningsspor. 6. januar 2008 overgik strækningen mellem Trondheim og Hell, hvor den tidligere station ligger, formelt fra Meråkerbanen til Nordlandsbanen.
Stationen har haft tre stationsbygninger. Den første blev opført til åbningen i 1898. Den anden var et venteskur, der blev opført i 1909/1910, men som nu er revet ned. Den tredje bygning blev revet ned i 1986.
I 2011 blev stedet undersøgt som en mulig placering for et nyt logistikknudepunkt for Trondheimregionen.